# Aluvión de Antofagasta
El aluvión de Antofagasta de 1991, ocurrido en la madrugada del 18 de junio, fue uno de los desastres más violentos que azotó a Antofagasta, ubicada en medio del desierto de Atacama, el más árido del mundo, dejando como resultado 91 víctimas fatales y 19 desaparecidos. Los seis aluviones fueron producto de una sorpresiva e inusual lluvia torrencial.

## Cronología
En Antofagasta, a eso de las 17.00 horas comenzaron a aparecer ráfagas de viento, originando marejadas que obligaron a cerrar el puerto para embarcaciones menores. Ya a las 18:00 horas comenzó a manifestarse una neblina que rápidamente se convirtió en llovizna y a eso de las 19:00 horas en una profusa lluvia, acompañada por fuertes vientos que continuarían hasta el término de la lluvia.
A la 1:00 de la madrugada la lluvia se había intensificado. A esa hora se habían registrado 0,5 mm de agua caída. Aproximadamente a las 1:30 de la madrugada la lluvia tuvo un nuevo aumento de intensidad. La lluvia torrencial duró aproximadamente tres horas, hasta las 4:00 de la madrugada, período en el que se registraron 42 mm de agua caída en Antofagasta y de 52 mm en Taltal.
Dada la magnitud de las precipitaciones y las características del suelo con casi nula absorción se produjo un fenómeno de captación de agua hacia las distintas quebradas con arrastre de barro en cantidades enormes y que se convirtieron en verdaderos ríos en que la altura en algunos lugares superó los 2 m.
La fuerza con que el fenómeno aluvional descendió a la ciudad significó a través de distintas quebradas produjo el arrastre de rocas, arbustos y luego todo lo que se opuso en su trayectoria: personas, vehículos y casas. Esto derivó en una gran cantidad de muertos, heridos, desaparecidos y damnificados, con pérdidas materiales de USD$ 70.000.000.
Otro fenómeno que se detectó es que la ciudad quedó fragmentada por los aluviones, de tal modo que sectores afectados solo por el agua lluvia, desconocieron la tragedia que vivían los sectores ubicados en el curso de las aguas que descendían de las quebradas. Muchos antofagastinos se enteraron por noticias de radios de Santiago de la existencia de víctimas por aluviones.

## Localización
En directa relación con los aluviones generados por la precipitación ocurrida el 18 de junio, se pueden identificar de norte a sur las siguientes quebradas: La Chimba, Valdivieso, Prat B, Salar del Carmen, La Cadena, El Ancla, Circunvalación Alto, Baquedano, Uribe, El Toro, Caliche-Playa Blanca, Carrizo-La Negra, Coviefi, Jardines del Sur, Huáscar, Roca Roja y Coloso.

## Porque somos solidarios
Una vez ocurrido el desastre, el país se movilizó para ir en ayuda de los damnificados. En televisión, la ayuda más significativa fue la de Canal 13, que el sábado 22 de junio realizó un programa especial de Sábados gigantes internacional llamado Porque somos solidarios, con la conducción de Don Francisco, apoyado por todos los programas de la estación, como Éxito, Martes 13 y Video loco; este último, por única vez en sus 12 años de vida, se transmitió en vivo, el viernes 21 de junio.
Martes 13, en tanto, realizó su programa como cada martes, pero en una versión solidaria, y el tradicional concurso "1,2,3... Nescafé", estuvo integrado por famosos y no por personas sorteadas en el programa; el pozo en dinero del concurso fue donado a los damnificados. Igualmente, en los concursos habituales de Sábados gigantes internacional ese día participaron solo famosos, donde todo lo reunido iba a la campaña. La campaña del sábado 22 en Canal 13 se cerró con la presencia de Don Francisco en el Gimnasio Sokol de Antofagasta, acompañado de varios artistas. Mientras Don Francisco se movilizaba vía aérea a la nortina ciudad, la cantante Andrea Tessa, conductora del programa Más música quedó a cargo de las transmisiones en el estudio de Canal 13 en Santiago.